# 辽吉省
辽吉省是第二次国共内战期间，中共政权在东北解放区设置的一个省，存在于1946年5月至1948年7月。

## 历史
前身为辽西省（委）。1945年11月26日中共东北中央局应苏军要求把党政军势力撤出沈阳，中共辽宁省工委也分为两部分，一部分由白坚率领向东撤至本溪，组建中共辽宁省分委；一部由陶铸率领向西撤至法库，于1945年12月初组建中共辽西省委，省委机关驻法库，隶属东北局，1945年12月上旬以后改由西满分局领导。辽西省委下属组织有4个地委，24个县（旗、市）委。
1946年1月12日，东北局作出《关于辽北省与吉林省合并的决定》，将辽北省中长铁路以西9个县（市）划归辽西省（1945年11月底成立）。陶铸任辽西省委书记，陈郁任副书记，朱其文任辽西行政公署主任，王兴让、于文清任行署副主任，邓华任辽西军区司令员、陶铸任政委、洪学智任副司令员、吴法宪任副政委。
1946年5月，辽西省从郑家屯撤退至洮南。1946年6月1日，东北局决定撤销驻郭尔罗斯前旗的中共吉江省委、吉江行署和吉江军区，将原吉江省所属松花江以北的扶余县划归松江省哈南地委，将“三肇”（肇东、肇源、肇州）划归嫩江省，将吉江省所属松花江以南、中长路以西之长春、德惠两县路西部分和农安、乾安、大赉、安广、郭前旗等县（旗），嫩江省所属之镇东、赉北、洮安、洮北、洮南、开通、瞻榆等县与辽西省22县合并，设立辽吉省委、辽吉行政公署、辽吉军区。陶铸担任省委书记兼辽吉军区政治委员，陈郁担任副书记，辽吉军区司令员邓华。辽吉省委机关报《胜利报》（原属于辽西省委）。以陶铸、邓华、朱其文、曾固、萧桂昌、喻屏、刘彬、郭峰、傅雨田9人组成辽吉省委会；以陶铸、邓华、朱其文、曾固4人为常委；1946年7月，增加郭峰、聂鹤亭、喻屏、黄欧东为常委，增加张维桢、杨易辰、刘放、曾志为委员。省委工作机构成立初期设秘书长、秘书处、组织部、宣传部、民运部、社会部，后又成立省委党校、省委城工部、省委妇女工作委员会等部门。萧桂昌任省委秘书长，赵岚任秘书处长，曾固任组织部长，陶铸兼任宣传部长，张维桢/喻屏任民运部长，萧桂昌兼任社会部长，曾固兼任城工部长，许立群任《胜利报》社社长，安建平任妇女工作委员会书记，陶铸兼任党校校长。朱其文任行署主任，于文清任副主任。省公安处处长程萍（延安边保干部）。辽吉军区司令员邓华、政委陶铸、副司令员高鹏。辽吉省委下设5个地委、28个县（旗）。
- 一地委（沈北地委）、第一专区、第一军分区：原为辽西省一地委。辖铁岭、法库、昌图、新民、沈北等县。是对沈阳、铁岭、四平的敌后游击区。原驻康平，1946年8月以后撤退至库伦、科左前旗、奈曼旗。地委书记兼一分区政委刘瑞森，一分区司令员田维扬。
- 二地委（长岭地委）、第二专区、第二军分区：原为辽北省二地委。是对长春、四平、郑家屯的对敌斗争前沿区。驻长岭，辖长岭、怀德、梨树、双辽等县。辖区除长岭县外，其他各县已沦为敌占区。地委书记兼分区政委杨易辰，分区司令员马骥/邓忠仁，分区副司令员邓忠仁。[1]1946年9月下旬撤退到了乾安，合并了三地委后增加乾安、大赉、安广、农安、郭前旗。郭峰、杨易辰同时并任地委书记，专员贾其敏/章云龙，军分区司令员邓忠仁/罗杰。1947年4月2日，领导机关从乾安迁回长岭县。1947年8月，已成为后方的大赉、安广、乾安、郭前旗划归辽吉省委、辽北省政府直辖。
- 三地委（郭前地委）、第三专区、第三军分区：原为松花江以南的吉江省部分行政区。是对长春、农安的对敌斗争前沿区。[2]驻郭前旗，辖乾安、大赉、安广、长（春）农（安）、郭前旗等。地委书记刘彬，郭峰任副书记兼专员兼军分区司令员。1946年9月下旬国军占领长岭后，三地委、三专署和三分区分别并入二地委、二专署和二分区。
- 四地委（洮南地委）、第四专区、第四军分区：原为嫩江省一地委（白城子地委）。1946年撤销嫩南区党委、嫩南行署、嫩南军区时，把嫩南行政区位于嫩江以南的部分组建为辽吉四地委、四专区、四军分区。辖洮南、洮北、洮安、镇东、赉北、开通、瞻榆等县。地委书记喻屏。1946年11月组建洮广县。为辽吉省内的后方根据地。驻洮南。
- 五地委、第五专区、第五军分区：原辖大郑铁路以西的前沿区数县。1946年8月撤退至通辽，五地委兼哲里木盟工委，第五军分区即通辽军分区也即通鲁警备区。为对辽西之敌的前沿斗争区。辖通辽、开鲁、科左中旗、科左后旗、科左前旗、奈曼、库伦等县旗。司令员高体，地委书记兼政委吕明仁。
- 突泉县划为辽省委直属县委。

1946年9月25日，辽吉省委、行政公署、军区从洮南迁至白城子，今白城铁路工人文化宫（洮北区新华街道新华社区明仁南街156号，2007年5月，中共辽吉省委旧址、辽北省政府办公旧址被吉林省政府批准为第六批省级重点文物保护单位）。
1947年2月18日(另说1946年12月13日）辽吉行署改称辽北省政府，主席阎宝航（1947年2月1日到任），副主席朱其文，临时参议会议长于文清。辖39个县：
- 第一行政督察专员公署，由辽吉省一地委、五地委（哲里木盟）合并。地委书记兼一分区政委吕明仁
- 第二行政督察专员公署，由二地委、三地委合并。辖乾安、长安、双辽、赉广、开东、长岭6个县，
- 第四行政督察专员公署，辖镇东、洮南、洮北、洮安、赉北、通辽、东科中旗、瞻榆、开通9个县。

1947年6月，四平街市改称四平市。1947年8月以后，第二、四公署中有11个县划为省直辖县。
1947年9月，鉴于形势的发展，辽吉省委决定将原来合并的一、五地委分开。一地委辖大郑铁路以东的铁岭、康平、法库等县；五地委辖大郑铁路以西的阜新、彰武、黑山、北镇四县和库伦、奈曼二旗及阜新，刘莱夫任地委书记兼五分区政委，曾志任副书记。 
1948年初，四地委撤销，所属各县由省直辖。
1948年2月15日，辽吉省委、辽北省政府、辽吉军区驻地从白城子迁到郑家屯，在白城子成立后方办事处，由喻屏负责，管辖原四地委及原属三地委的乾安县、大赉县、安广县。宣传部长袁宝华，组织部长王大钧，委员安铁志。
1948年3月，成立四平市政府。1948年7月6日，中共中央东北局决定，辽宁省撤销，部分并入辽吉，将辽吉省委改为辽北省委，驻地郑家屯。省委书记陶铸，副书记郭峰、秘书长傅雨田，组织部长曾固；宣传部长刘放，社会部长程平，妇委书记安建平，常委聂鹤亭、高鹏、赵杰、黄欧东，辽北军区司令员聂鹤亭，辽北省政府主席阎宝航。1948年8月17日，辽北省所辖区域调整，将白城子地区10个县(旗)在原辽吉省后方办事处带领下划归嫩江省，为一个分委；原辽宁省所辖7个县划归辽北省。此时，辽北省下辖：
- 一地委：康平、法库、铁岭、昌图、新民、东科前旗等6县(旗)
- 二地委：长岭、双辽、梨树、昌北、怀德、长农(长春、农安)等7县委；
- 三地委：东丰、西丰、西安、海龙、开原、清原、沈铁抚联合县等7县委；
- 哲盟：奈曼、库伦、扎鲁特、通辽、开鲁、东科中旗、东科后旗(县)委等7旗(县)委；
- 五地委：阜新、黑山、北镇、彰武县委及阜新市委；
- 省辖市：四平。

计5地委，33个县、旗、市。
解放战争期间，全区共派出运送伤病员的担架4.5万副，出战勤大车近6万台，出筑路、架桥、修壕民工约40万人次；筹粮3亿多斤，捐款5亿余元，做军鞋5万余双。

## 辽吉省委
1946年1月1日在法库县老城内西大街一栋两层日式小楼伪县公署后院创刊《胜利报》，是辽西省委机关报。1946年6月改为辽吉省委机关报。1948年7月，报纸又改为辽北省委机关报，1949年1月1日改版为《辽北新报》。

## 遗迹
2007年5月，中共辽吉省委旧址、辽北省政府办公旧址（现为明仁南街与兴安路交会处白城铁路工人文化宫，白城铁路运输法院白城铁路运输检察院）被吉林省人民政府批准为第六批省级重点文物保护单位。